# A todo rock
A todo rock é o décimo terceiro álbum de estúdio da boy band porto-riquenha Menudo. Trata-se de seu primeiro lançamento após a contratação do quinteto, realizada em 1983, pela gravadora RCA. Faziam parte dessa formação os integrantes: Ricky Meléndez, Johnny Lozada, Charlie Massó, Ray Reyes e Roy Rosselló.
A gravadora fez uma extensa campanha promocional, que incluiu comerciais em veículos de comunicação, aparições em programas de televisão e apresentações ao vivo, o que conduziu o disco a ter vários singles em paradas musicais e a se tornar o maior sucesso da carreira do Menudo até então, com mais de 1 milhão de cópias vendidas no mundo.

## Bastidores
O álbum apresenta Ricky Meléndez, Johnny Lozada, Charlie Massó, e os novos membros Ray Reyes, que substituiu Xavier Serbiá após Serbiá alcançar o limite de idade, e Roy Rosselló, que substituiu Miguel Cancel após Cancel decidir deixar o grupo. Esta foi a primeira vez que um membro decidiu sair antes de completar seu tempo no grupo. Até essa época, o Menudo já tinha vendido 750 mil cópias nos Estados Unidos e 3 milhões de cópias no mundo. No seu país natal, o grupo já possuía quatro discos de ouro e dois de platina, pelos seus catorze álbuns e singles lançados no país.
Em uma entrevista feita em 1998, Cancel revelou que ficou insatisfeito por não poder cantar suas músicas após uma mudança repentina em sua voz e optou por sair antes de sua partida programada, sendo então substituído por Rosselló (mesmo que ele não tenha cantado nos três primeiros álbuns).
Este é o último álbum que Johnny Lozada gravou como membro do grupo. Robby Rosa (também conhecido como Draco Rosa) cantou no álbum, mas não foi creditado por sua participação. Mais tarde, ele se tornaria membro oficial do grupo.

## Divulgação
A RCA planejou uma intensa campanha de promoção para o álbum, incluindo uma turnê nacional de 13 cidades entre 5 e 20 de novembro. O grupo se apresentaria em grandes mercados, como Miami, Houston, Los Angeles, São Francisco, Chicago e Hartford, Connecticut. Como parte da estratégia promocional, foram produzidos pôsteres e displays de balcão, acompanhados por uma massiva campanha publicitária nacional direcionada aos consumidores em inglês e espanhol.
Além disso, Menudo recebeu destaque em várias plataformas televisivas dos Estados Unidos. O grupo fez uma participação especial no programa Silver Spoons da NBC em novembro e foi perfilado pelo programa 20/20 da ABC durante a temporada de Natal. Sua presença na televisão foi ampliada com aparições semanais no horário destinado ao público infantil nas manhãs de sábado pela ABC, reforçando ainda mais sua visibilidade junto ao público jovem e familiar. Se estima que as apresentações do Menudo tenham sido vistas por 70 milhões de telespectadores nos Estados Unidos.

## Singles
Os singles lançados para a promoção do trabalho nas rádios foram: "Chicle de amor", "No te reprimas", "Indianápolis", "Si tú no estás" e "Piel de manzana".
O single de "Chicle de amor" atingiu as posições de número 4 e 6, no México e no Peru, respectivamente.

## Recepção crítica
| Críticas profissionais | Críticas profissionais |
| Avaliações da crítica  | Avaliações da crítica  |
| Fonte                  | Avaliação              |
| ---------------------- | ---------------------- |
| AllMusic               | [ 14 ]                 |

Em relação as resenhas dos críticos especializados em música, o crítico do site AllMusic avaliou com apenas uma estrela entre cinco, apesar disso, não escreveu nenhum comentário para o álbum.

## Desempenho comercial
Comercialmente, o álbum tornou-se um sucesso. De acordo com reportagem da revista Billboard, as vendas alcançaram 250 mil cópias entre Estados Unidos e Porto Rico no primeiro mês do lançamento, o que fez com que a RCA o premiasse com um disco de prata pelo feito. O grupo ganhou um disco de ouro, por ter vendido 500 mil cópias na América Central. Esse foi o primeiro disco do Menudo a atingir vendas de mais de um milhão de cópias em todo o mundo.
Nessa época, o grupo foi nomeado como o primeiro Embaixador da Juventude da UNICEF pelo Fundo das Nações Unidas para a Infância. A gravadora RCA prometeu à UNICEF cinco centavos de cada cópia vendida do álbum nos Estados Unidos. O primeiro montante a ser entregue foi um cheque no valor de $ 12.500 ao Comitê dos EUA para UNICEF, retirados dos $250.000 ganhos com o total de álbuns vendidos. Em setembro de 1983, o jornal La Opinion informou que as vendas tinham atingido 300 mil cópias, resultando uma contribuição de 15 mil dólares para a organização até aquela data.

## Lista de faixas
- Créditos adaptados do LP A todo rock, de 1983.[21]

| N.º | Título              | Compositor(es)               | Intérprete     | Duração |  |
| 1.  | "Indianápolis"      | C. Villa, A. Monroy, E. Díaz | Charlie Massó  | 3:35    |  |
| 2.  | "Piel de manzana"   | C. Villa, A. Monroy          | Charlie Massó  | 3:33    |  |
| 3.  | "Chicle de amor"    | C. Villa, A. Monroy          | Ray Reyes      | 2:43    |  |
| 4.  | "Una buena razón"   | C. Villa, A. Monroy, E. Díaz | Johnny Lozada  | 2:42    |  |
| 5.  | "Todo va bien"      | C. Villa, A. Monroy          | Charlie Massó  | 3:11    |  |
| 6.  | "Si tú no estás"    | C. Villa, A. Monroy, E. Díaz | Ray Reyes      | 4:28    |  |
| 7.  | "Amor en bicicleta" | C. Villa, A. Monroy, E. Díaz | Ricky Meléndez | 3:36    |  |
| 8.  | "Zumbador"          | C. Villa, A. Monroy          | Ray Reyes      | 3:12    |  |
| 9.  | "Ladrón de amor"    | C. Villa, A. Monroy          | Johnny Lozada  | 2:06    |  |
| 10. | "No te reprimas"    | C. Villa, A. Monroy, E. Díaz | Charlie Massó  | 3:01    |  |

## Tabelas

### Tabelas semanais
| Tabela musical (1983)                                     | Melhor posição |
| --------------------------------------------------------- | -------------- |
| Estados Unidos (Billboard Top Latin Albums - Califórnia)  | 1              |
| Estados Unidos (Billboard Top Latin Albums - Flórida)     | 2              |
| Estados Unidos (Billboard Top Latin Albums - Nova Iorque) | 1              |
| Estados Unidos (Billboard Top Latin Albums - Texas)       | 1              |
| Porto Rico (Billboard Top LPs)                            | 1              |

## Certificações e vendas
| Região                    | Certificação | Vendas estimadas |
| ------------------------- | ------------ | ---------------- |
| Estados Unidos Porto Rico | Prata        | 300,000          |
| Resumos                   |              |                  |
| América Central           | Ouro         | 500,000          |
| Mundo                     | —            | 1,000,000+       |